# Cathleen Nesbitt
Kathleen Mary Nesbitt (ur. 24 listopada 1888 w Birkenhead, zm. 2 sierpnia 1982 w Londynie) – brytyjska aktorka teatralna filmowa i telewizyjna.

## Życiorys
Cathleen Nesbitt urodziła się w Birkenhead w rodzinie pochodzenia walijskiego i irlandzkiego. Kształciła się w Lisieux oraz na Queens University Belfast i Sorbonie. Miała młodszego brata Thomasa Nesbitta Jr., również aktora. Zmarł w roku 1927 na atak serca w Republice Południowej Afryki.
Zadebiutowała w roku 1910 na scenie jednego z londyńskich teatrów w sztuce Arthur Wing Pinero – Gabinet Ministra. Od tego czasu występował w niezliczonej liczbie spektakli. W 1911 roku udała się do Stanów Zjednoczonych i wystąpiła pierwszy raz na Broadwayu w sztuce The Well of the Saints. W roku 1916 powróciła do Londynu.
Jej filmowym debiutem był występ w niemym filmie A Star Over Night z 1919 roku. Pierwszy film dźwiękowy z jej udziałem to Canaries Sometimes Sing z 1932 roku. W 1938 roku wystąpiła u boku Leslie Howard i Wendy Hiller w filmie Pigmalion.

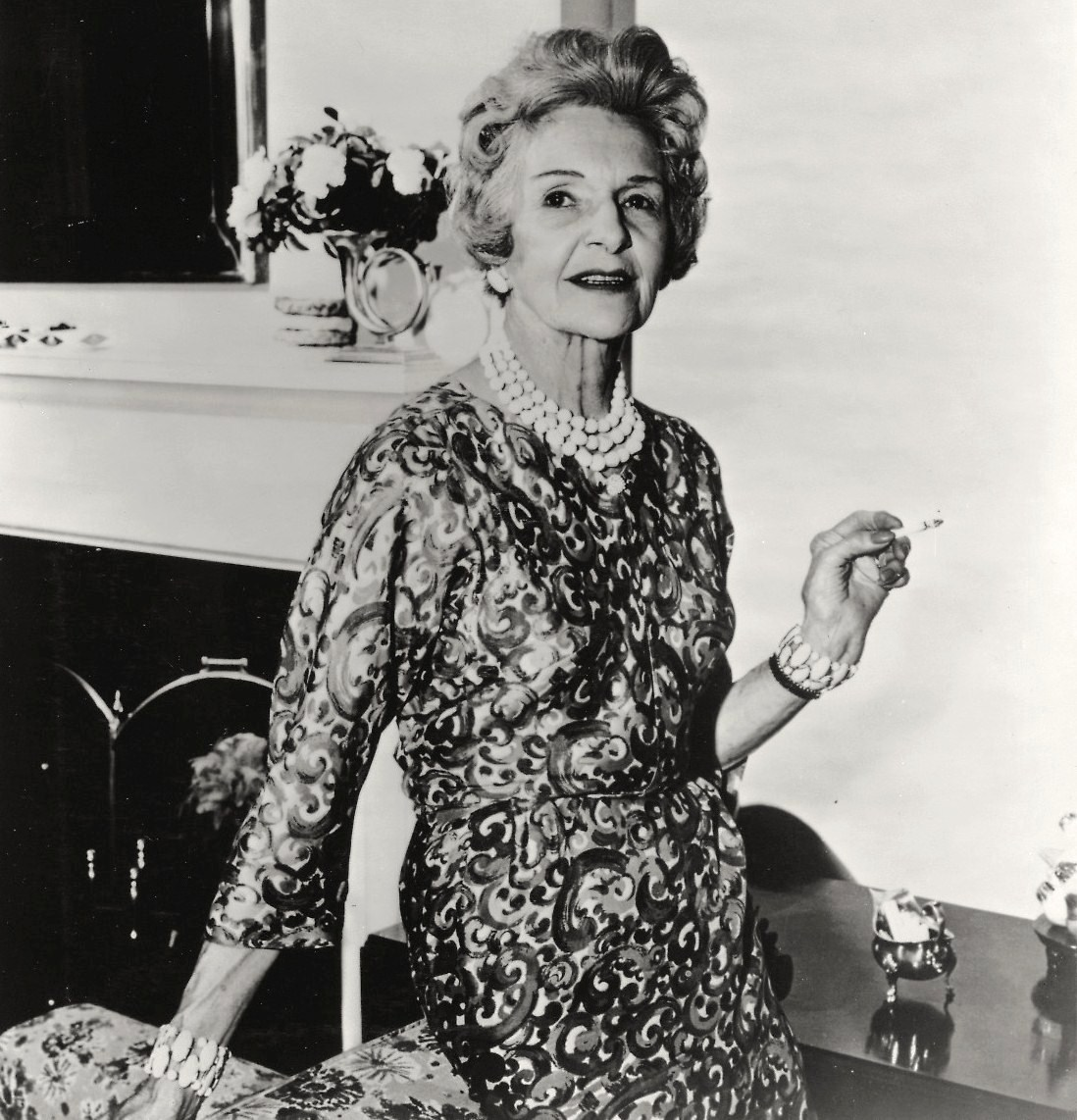
Cathleen Nesbitt w roku 1963

Jej pierwszym hollywoodzkim filmem, był nominowany do Oscara film Trzy monety w fontannie (1954). Odegrała tam rolę Princessy. W tym samym roku zagrał u boku Ginger Rogers w filmie Black Widow. W roku 1955 zagrała z Carym Grantem w filmie Niezapomniany romans. Wystąpiła również w filmach Rodzice, miejcie się na baczności, Promise Her Anything.
W 1956 roku wystąpiła ponownie na Broadwayu w sztuce Gigi w roli ciotki Alicii. W 1956 roku, zagrała rolę pani Higgins w sztuce My Fair Lady z Rexem Harrisonem. Nesbitt zagrał ponownie tę rolę w wieku 92 lat w 1981 roku również na Broadwayu. Był to jej ostatni występ w teatrze.
W latach 1963–1966 występowała w serialu The Farmer’s Daughter w roli Alce Morley. Wystąpiła również w serialach, takich jak: Naked City, Doktor Kildare czy Upstairs, Downstairs.
W 1969 roku wystąpiła u boku Richarda Burtona w filmie Staircase. W roku 1975 wystąpił w filmie Francuski łącznik. Rok później wystąpiła w thrillerze Alfreda Hitchcocka – Intryga rodzinna. Jej ostatnim filmem był Never Never Land z 1980 roku.
W 1972 roku zdobyła dwie Nagrody Daytime Emmy w kategoriach najlepsza aktorka w serialu i aktorka roku.
W 1973 roku Nesbitt wydała swoją autobiografię A Little Love and Good Company. W roku 1978 została odznaczona Komandorią Orderu Imperium Brytyjskiego (CBE). Zmarła w swoim londyńskim domu w wieku 94 lat z przyczyn naturalnych.
Jej mężem od 1922 roku do śmierci był adwokat i aktor Cecil Ramage (1895-1988). Mieli dwoje dzieci.

## Filmografia
- 1919: A Star Over Night
- 1922: The Faithful Heart

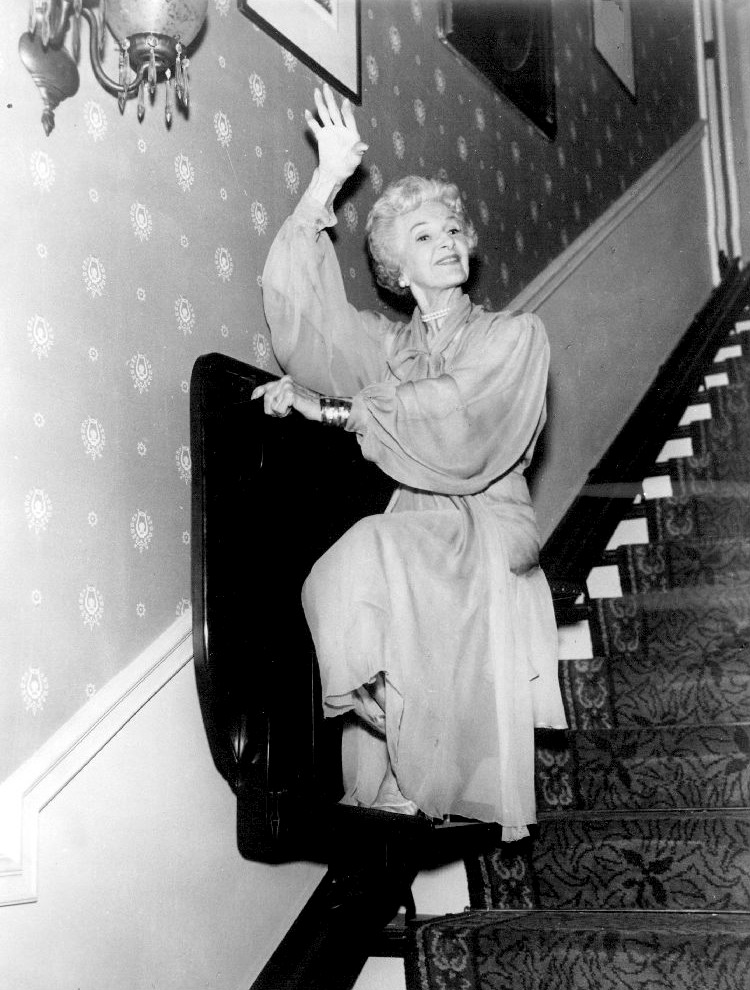
Cathleen Nesbitt w serialu The Farmer’s Daughter (1963).

- 1930: Canaries Sometimes Sing jako Ann Lymes
- 1932: The Frightened Lady jako lady Lebannon
- 1936: Wesoły wagabunda jako Mamie Boin
- 1938: Pigmalion jako starsza pani
- 1942: The Lamp Still Burns jako Matron
- 1945: Cezar i Kleopatra jako Egipcjanka
- 1945: Fanny w gazowym świetle jako Kate Somerford
- 1947: Jassy jako Elizabeth Twisdale
- 1950: So Long at the Fair jako madame Herve
- 1954: Desirée jako Mme. Bonaparte
- 1954: Trzy monety w fontannie jako księżna
- 1957: Niezapomniany romans jako babcia Panou
- 1958: Osobne stoliki jako lady Matheson
- 1960: Pani Miniver jako lady Beldon
- 1961: Rodzice, miejcie się na baczności jako Louise McKendrick
- 1965: Wszystko dla niej jako pani Brock
- 1969: Schody jako matka Harry’ego
- 1971: Złoczyńca jako Pni Dakin
- 1975: Francuski łącznik II jako staruszka
- 1976: Intryga rodzinna jako Julia Rainbird
- 1977: Julia jako babcia
- 1979: Night Cries jako pani Delesande
- 1980: Never jako Edith Forbes